# Markos Kyprianou
Markos Kyprianou (IPA: [ˈmarkos cipriaˈnu]) (in greco: Μάρκος Κυπριανού; Limisso, 22 gennaio 1960) è un politico cipriota.
Dal febbraio 2008 ministro degli Esteri del governo cipriota, è stato in passato ministro delle finanze presso l'esecutivo cipriota e - dal 2004 alla nomina a capo della diplomazia del suo paese - commissario europeo per la sanità. È un esponente del Partito Democratico Cipriota.

## Biografia
Kyprianou ha studiato Legge presso la Scuola di Legge dell'Università di Atene e presso il Trinity College di Cambridge, dove si è specializzato in diritto internazionale e diritto della tassazione; ha successivamente conseguito una seconda specializzazione in diritto societario presso la Harvard Law School.
La sua carriera accademica è proseguita come allievo presso la Commissione del Consiglio d'Europa preposta ai diritti umani; ha inoltre svolto attività di ricerca nell'ambito del diritto internazionale presso l'Università di Cambridge.
Kyprianou è il figlio minore di Spyros Kyprianou, presidente di Cipro dal 1977 al 1988.